# Văn Ngọc Tú
Văn Ngọc Tú (Sóc Trăng, 11 de agosto de 1987) es una deportista vietnamita que compitió en judo. Ganó una medalla de bronce en el Campeonato Asiático de Judo de 2011, en la categoría de –48 kg.

## Palmarés internacional
| Campeonato Asiático | Campeonato Asiático | Campeonato Asiático | Campeonato Asiático |
| Año                 | Lugar               | Medalla             | Categoría           |
| ------------------- | ------------------- | ------------------- | ------------------- |
| 2011                | Abu Dabi (EAU)      | Medalla de bronce   | –48 kg              |